# Dario Aspesani
Dario Aspesani (Busto Arsizio, 13 marzo 1975) è un cantautore e polistrumentista italiano.

## Biografia
Di origini bustocche, si trasferisce all'età di un anno nelle Marche, dove tuttora risiede. A 12 anni, inizia la sua formazione musicale: suona e compone con la chitarra e conduce un programma musicale (da lui ideato, insieme ad altri colleghi) incentrato sul rock e sul blues su Radio Eden Fm (una radio indipendente di Montegiorgio sorta verso la fine degli anni settanta). Qui svolge un intenso lavoro di redazione e conduce altri programmi musicali da lui ideati.(fonte: Radio Eden FM)
Partecipa con una propria band a varie rassegne locali, dove viene definito "scatenato". Nel 1992, appare (fuori concorso) al Festival "Canzoni contro la droga" tenutosi a Roma. I riferimenti musicali di questo periodo sono soprattutto il folk, il blues e ovviamente il rock. Sempre in quegli anni, suona in feste di piazza e in pianobar in duo con l'amico Stefano Michelini.
Nel 1994, il duo diventa trio con l'arrivo del chitarrista Gianpaolo Papa ed in seguito con il chitarrista Luca Brunelli. Nasce così il suo primo, importante progetto musicale: la band Fahrenheit 451. Due anni più tardi (1996), il quartetto diventa quintetto: si unisce anche Carmine Montefinese alla batteria. Il riferimento è ormai il rock suburbano londinese ed irlandese, con riferimenti a Otis Redding e Bob Dylan.
Nell'ottobre del 1997, Aspesani pubblica il suo primo disco, Mediterranean rock, con risultati poco esaltanti. Dopo un cambio alla batteria, la Fahrenheit 451 si scioglie nel 1998. Segue un periodo di forte delusione per la musica e un maggiore interesse per cinema e teatro. Fra il 1999 e il 2000, Aspesani collabora sporadicamente con alcune compagnie teatrali e si concentra nella scrittura di molti testi. (Fonte: Il Resto del Carlino)
Il suo album Mediterranean rock comincia a vendere però anche oltreoceano negli Stati Uniti, dove guadagna una certa popolarità. Nel 2001 incide il suo secondo disco, Acustico, una decisa svolta verso la lingua spagnola e i ritmi latini e caraibici. Poco dopo produce anche l'album doppio Infinitae Terrae, in collaborazione con altri suoi colleghi. È un disco multilingue, con canzoni in italiano, inglese, spagnolo, portoghese e arabo.
Aspesani si dedica allo studio della chitarra spagnola, della musica africana, del tango, del bolero e di altri ritmi latini. Nel 2002 ritorna in tournée con una nuova formazione, il Dario Aspesani's Group. Autoproduce vari titoli: Ao vivo, un album registrato dal vivo con la nuova band; Musica campesina, dedicato interamente alla musica tradizionale cubana; Babylon, dove fa largo uso di strumenti provenienti da tutto il mondo.
Due suoi lavori, Sudamerica e Echando gasolina, raggiungono ottimi risultati in Spagna, Messico e Colombia. Il Dario Aspesani's Group si scioglie definitivamente però a metà del 2003. A cavallo fra il 2003 e il 2004 pubblica Tutto Dario Aspesani in MP3 dal 1988 al 2003, una raccolta antologica in MP3 di tutte le sue canzoni, fra cui molti inediti.
Nel 2004, fa il percussionista in vari locali di musica latino-americana. Con Roberto Scazzieri, altro percussionista specializzato in ritmi latini ed afrocubani, dà vita a vari progetti. Da ultimo nasce, assieme al Maestro Fabio Andrenacci, il progetto Agua latina, legato al son cubano con alcuni collegamenti alla salsa. Con questo progetto incide il suo lavoro di maggior successo in quegli anni: Ya llega el Chicharronero!.
Durante il 2005, Aspesani svolge una intensa attività concertistica sia con Agua latina, sia come solista in uno spettacolo dedicato alla musica cubana, dominicana, portoricana e sudamericana. Torna inoltre a collaborare con il teatro.
Dal 2006 conduce una trasmissione radiofonica "Pirata Latino" presso Radio fm 104,5 nelle Marche. (Fonte: Radio Faleria Mare 104,5)
Nel 2007 incide tre nuovi album: N.Y. City Latin session Dario Aspesani feat. DJ Lomitos per conto della DIB music, Dario Aspesani y nada mas feat. DJ ANDY & Oriano The Voice per conto della Funny records.
Nel 2008 pubblica una raccolta antologica dal titolo "Greatest hits" che racchiude i migliori brani dei suoi dischi precedenti e un inedito "Give me my love", brano spiccatamente dance con annessa traccia remix a fine disco. (Fonti: Corriere Adriatico - Donna Impresa Magazine).
Nel 2009 incide "City" un disco di pura musica elettronica poco conosciuto.
Nel 2012 incide il disco "La fiesta se acabò". Nove tracce che spaziano dalla salsa alla bachata, sino al merengue urban. Il disco si chiude con una ballata di sola chitarra e voce "Solo Por ti". Dal disco vengono estrapolati tre singoli con annessi videoclip (di cui uno contenuto nello stesso album sotto forma di traccia multimediale "La fiesta se acabò") Volveras e Dame todo otravez.
Nel 2013 riparte il progetto live con il Dario Aspesani Latin Trio accompagnato da Marco Ferrara al piano e Paolo "lux" Luzi alla batteria, inoltre sempre dal 2013 riporta in auge un suo vecchio spettacolo unplugged (solo chitarra e piano), un "one man show" dal titolo South American Experience. (Fonte: FM TV canale 218 dig. terr.)
Tra il 2013 e il 2014 effettua concerti in Francia (Nizza e Marsiglia), in Germania (Berlino e Francoforte) con sola chitarra classica, voce e armonica.
A metà giugno 2015 esce con l'etichetta Vocalsound "The Official Collection BOX", un cofanetto che racchiude con più di quattro ore di musica i suoi ultimi quattro lavori in formato MP3 (El Gato Negro Suburbian Light, Dario Aspesani y nada mas!, Greatest Hits e La Fiesta se acabò). Saranno esclusi dalla raccolta gli album elettronici "You & Me" e "City", poco rappresentativi per l'autore.
Nel frattempo Dario Aspesani ultima le registrazioni del concept album "Indaco", che uscirà definitivamente il 1º dicembre 2015 (fonte Resto del Carlino - corriere Adriatico), dove si raccontano in diciannove canzoni la storia millenaria di un personaggio di fantasia che vive tutte le epoche e tutti i disagi delle stesse legate alla guerra fra i popoli, all'intolleranza e all'odio razziale. Gli strumenti utilizzati sono quelli della cultura "World", tutti suonati da Aspesani e registrati al WorldLandStudios.
Al concept album "Indaco" è allegato anche un film di cui Aspesani è autore e regista.
Sempre il 1º dicembre 2015 esce il singolo Highlands dove Aspesani dà lustro ad uno strumento considerato da molti come didattico: la Melodica. Il suono di questo strumento viene inserito come solista con un solo effetto di "riverbero" e l'arrangiamento presenta delle influenze world & ambient. (Fonte: Vocalsound).
Dario Aspesani dal 2014 è autore di World Music Lab, dove, tramite conferenze nelle scuole, nei circoli culturali e tutorial on-line, presenta diversi strumenti musicali provenienti dalle parti più disparate del mondo.
Dal 2015 è direttore artistico di "WorldLand" un movimento culturale che si occupa di conferenze e organizzazione concerti con inerenza alla World Music". (Fonte: Corriere Adriatico)
Verso la fine del 2015 inizia le registrazioni di un altro concept album interamente didicato alla chitarra spagnola con l'aggiunta di suoni "ambient" dal titolo Salamanca.
Da gennaio 2016 è ideatore di un format radiofonico dedicato alla musica latina dal titolo "Pirata latino short", un settimanale in onda su circa quindici radio in tutta Italia e un'emittente negli Stati Uniti. (Fonte: Radio free Station - Lancaster N.Y.).
Il 15 di aprile 2016 escono ufficialmente su tutte le piattaforme web ben cinque singoli: Hammond Habanero, Quiero volver en invierno, Bar di periferia, Mikichef Blues e Fantastico Pensiero.
Sempre ad aprile 2016 esce il suo secondo libro: Los Tradicionales - La musica tradicional cubana attraverso le figure di Miguel Matamoros e Guillermo Portabales (in appendice breve storia del Son Cubano). (Fonti: Corriere Adriatico - Resto del Carlino).
A Dicembre 2016 esce una  raccolta di singoli per conto della Vocalsound, prodotta da Gabriele Palazzi, dal titolo "The singles Collection 2008-2016" che contiene ben 11 tracce. Questo album contiene brani che spaziano dal rock alla "spanish ballad" per arrivare alla musica etnica radicale. Pezzo forte dell'album è "Troppa vita buttata via" un brano profondamente Rock che lo riporta nelle Playlist delle Radio italiane, tedesche e francesi.
Sempre nel 2017 esce un suo documentario legato alla musica tradicional cubana dal titolo "Mi musica es tu musica" che ripercorre le vicende musicali cubane dall'inizio del secolo scorso fino al 1957.

## Discografia
- 1997 Mediterranean rock
- 2001 Acustico
- 2002 Infinitae Terrae (album doppio)
- 2002 Ao vivo (live)
- 2003 Musica campesina
- 2003 Babylon
- 2003 Sudamerica
- 2003 Echando gasolina
- 2003 Bootleg 15º anniversario
- 2004 Tutto Dario Aspesani in MP3 dal 1988 al 2003
- 2004 Ya llega el Chicharronero!
- 2005 Fugghiemo a rimini e po' (musica per il teatro)
- 2007 N.Y. City Latin session
- 2007 Dario Aspesani y nada mas!
- 2008 El gato negro suburbian night
- 2008 You & Me
- 2008 Dario Aspesani's Greatest Hits (raccolta antologica - album doppio)
- 2009 City
- 2012 La fiesta se acabo (album musica latina)
- 2015 The Official Collection BOX
- 2015 INDACO music from the soul of the world (doppio album)
- 2015 Highlands - singolo
- 2016 Hammond Habanero - Singolo
- 2016 Quiero Volver en Invierno - Singolo
- 2016 Bar di Periferia - Singolo
- 2016 Mikichef Blues - Singolo
- 2016 Fantastico Pensiero - Singolo
- 2016 Salamanca
- 2016 The Singles Collection 2008-2016

## Opere varie
- 1998 Il salvatore savini - Monologo teatrale in due atti
- 1998 Bandoneon - racconto breve senza un apparente senso - racconto.
- 1999 Il folk & blues americano attraverso le figure di Leadbelly e Woody Guthrie - Saggio
- 2000 Sinfonia per orchestra romantica in due movimenti - largo e presto (inedita)
- 2003 Il son cubano - Saggio breve
- 2007 Sudamerica vers. 2007 - Video clip
- 2008 chan chan - rock version - Video clip
- 2012 La fiesta se acabo - Video clip
- 2013 Dario Aspesani LATIN TRIO in concerto (concerto integrale prodotto da Media promo agency - settembre 2013) DVD
- 2015 Indaco il film
- 2016 Los Tradicionales - La musica tradicional cubana attraverso le figure di Miguel Matamoros e Guillermo Portabales (in appendice breve storia del Son Cubano) Libro
- 2017 Film Documentario "Mi Musica es Tu Musica"